# Gustaw Potworowski (polityk)
Gustaw Eugeniusz Potworowski herbu Dębno (ur. 3 czerwca 1800 w Bielewie, zm. 23 listopada 1860 w Poznaniu) – polski ziemianin, oficer powstania listopadowego, polityk i działacz gospodarczy. Założyciel Kasyna w Gostyniu.

## Życiorys
Urodził się 3 czerwca 1800 w Bielewie koło Kościana w rodzinie Andrzeja Potworowskiego (1764–1810) i Ludwiki z Żychlińskich (zm. 1804). Rodzice wywodzili się ze starych rodzin kalwińskich (ewangelicko-reformowanych). Nauki początkowe pobierał w szkole pijarskiej w Warszawie, następnie przeniósł się do Gimnazjum św. Marii Magdaleny w Poznaniu, którego jednak nie ukończył. Bez ukończonej szkoły średniej słuchał wykładów z prawa, nauk politycznych i kameralistyki w Bonn, Heidelbergu i Berlinie. Należał w tym okresie do studenckiej organizacji niepodległościowej „Polonia”, której wykrycie przypłacił karą więzienia. Jako kawalerzysta wziął udział w powstaniu listopadowym, zdobywając rangę porucznika. Ranny, został internowany pod Kłajpedą, skąd udało mu się zbiec.
Po 1831 skoncentrował się na działalności gospodarczej i społecznej w Wielkopolsce. W majątku Potworowskiego Gola (koło Gostynia) często spotykali się rzecznicy pracy organicznej. W 1835 stamtąd wypłynęła inicjatywa założenia Kasyna Gostyńskiego, na czele którego Potworowski stanął w 1838. To samo środowisko zawiązało spółkę budującą Bazar w Poznaniu (1838) i Towarzystwo Naukowej Pomocy dla Młodzieży Wielkiego Księstwa Poznańskiego (1841). Również w kierownictwie tych instytucji czołowe miejsca zajmował Gustaw Potworowski (prezes Towarzystwa Naukowej Pomocy od 1846).
Był deputowanym powiatu krobskiego ze stanu rycerskiego na sejm prowincjonalny Wielkiego Księstwa Poznańskiego w 1843. W 1848 kierował Komitetem Narodowym w Poznaniu w okresie wydarzeń Wiosny Ludów. Był posłem pierwszej pruskiej konstytuanty, a także w kolejnych kadencjach sejmu pruskiego. Zdecydowanie występował w obronie uprawnień Polaków, zarówno w mowach sejmowych, jak i publikacjach. Kierował Kołem Polskim, a w latach 1848–1850 także Ligą Polską. Jako wieloletni przywódca opozycji polskiej w Wielkopolsce cieszył się dużym autorytetem moralnym wśród ludności polskiej.
Został pochowany 27 listopada 1860 roku w Lesznie. Całe życie pozostawał członkiem tamtejszej ewangelicko-reformowanej parafii św. Jana (braci czeskich).

## Życie prywatne
Z małżeństwa z Klementyną z Chłapowskich miał trzech synów i córkę.